# Deutscheinsiedel
Deutscheinsiedel ist ein Ortsteil der sächsischen Gemeinde Deutschneudorf im Erzgebirgskreis.

## Geografie

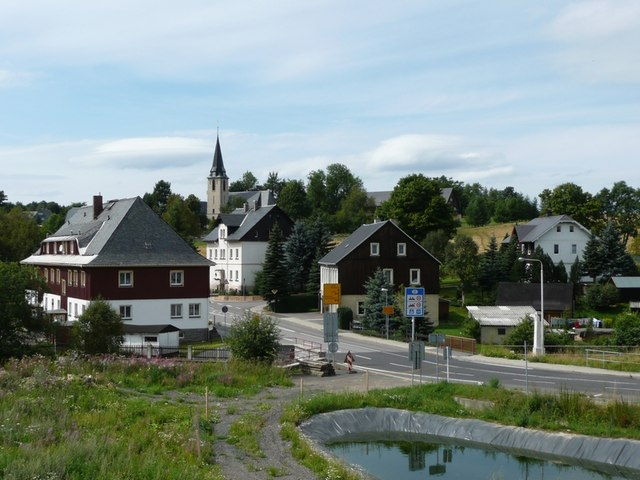
Blick auf Deutscheinsiedel

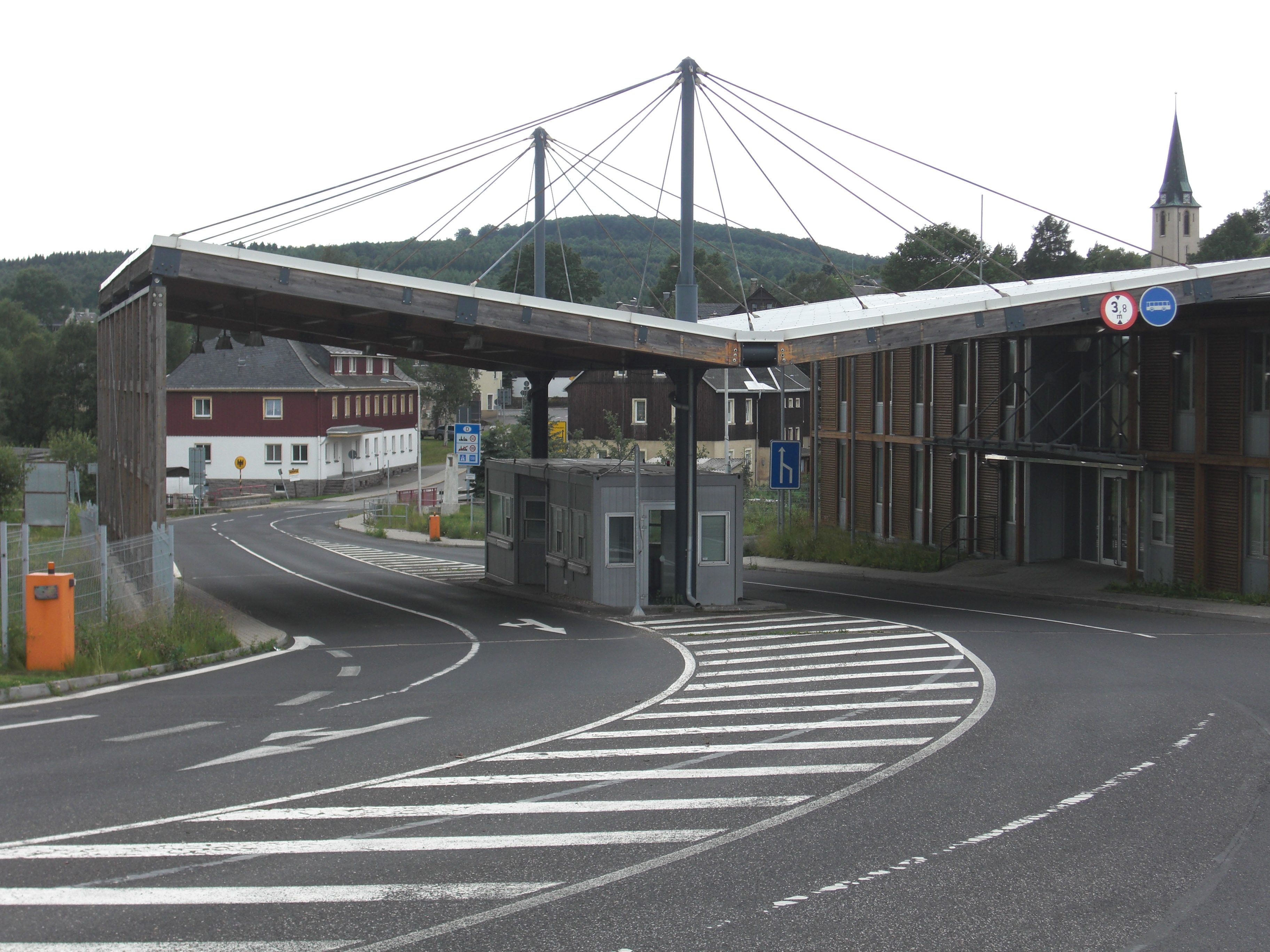
Grenzübergang Deutscheinsiedel

### Lage
Die Streusiedlung Deutscheinsiedel liegt etwa 3,5 Kilometer südöstlich von Seiffen im Erzgebirge. Die Ansiedlung liegt unmittelbar an der Deutsch-Tschechischen-Grenze, welche hier der Verlauf der Schweinitz markiert.
Durch die Ortslage führt ein historischer Erzgebirgspass. Die Passhöhe des Deutscheinsiedler Sattels mit 720 m ü. NN liegt etwa 1 Kilometer nordwestlich der Ortsmitte.
 Er ist der niedrigste Gebirgsübergang zwischen Vogtland und Osterzgebirge.
Nördlich des Ortes liegt der 818 m hohe Teichhübel und das Gebiet des „Deutscheinsiedler Hochmoorkomplexes“. Hier verläuft auch der Heidengraben, ein ursprünglich für den Bergbau angelegter Kunstgraben, der Wasser von der kleinen Schweinitz in den Seiffenbach bei Heidelberg überleitet.
Im Ort beginnen bzw. enden die Staatsstraße 207 Eppendorf–Deutscheinsiedel, die S 213 Niederlochmühle–Deutscheinsiedel und die S 214 Olbernhau–Deutscheinsiedel. Zudem befindet sich hier ein 2002 wiedereröffneter Grenzübergang für den PKW-Verkehr.

### Nachbarorte
| Heidelberg      |                                             |                          |
| Oberseiffenbach | Kompassrose, die auf Nachbargemeinden zeigt | Klíny                    |
| Brüderwiese     | Mikulovice                                  | Mníšek v Krušných horách |

## Geschichte

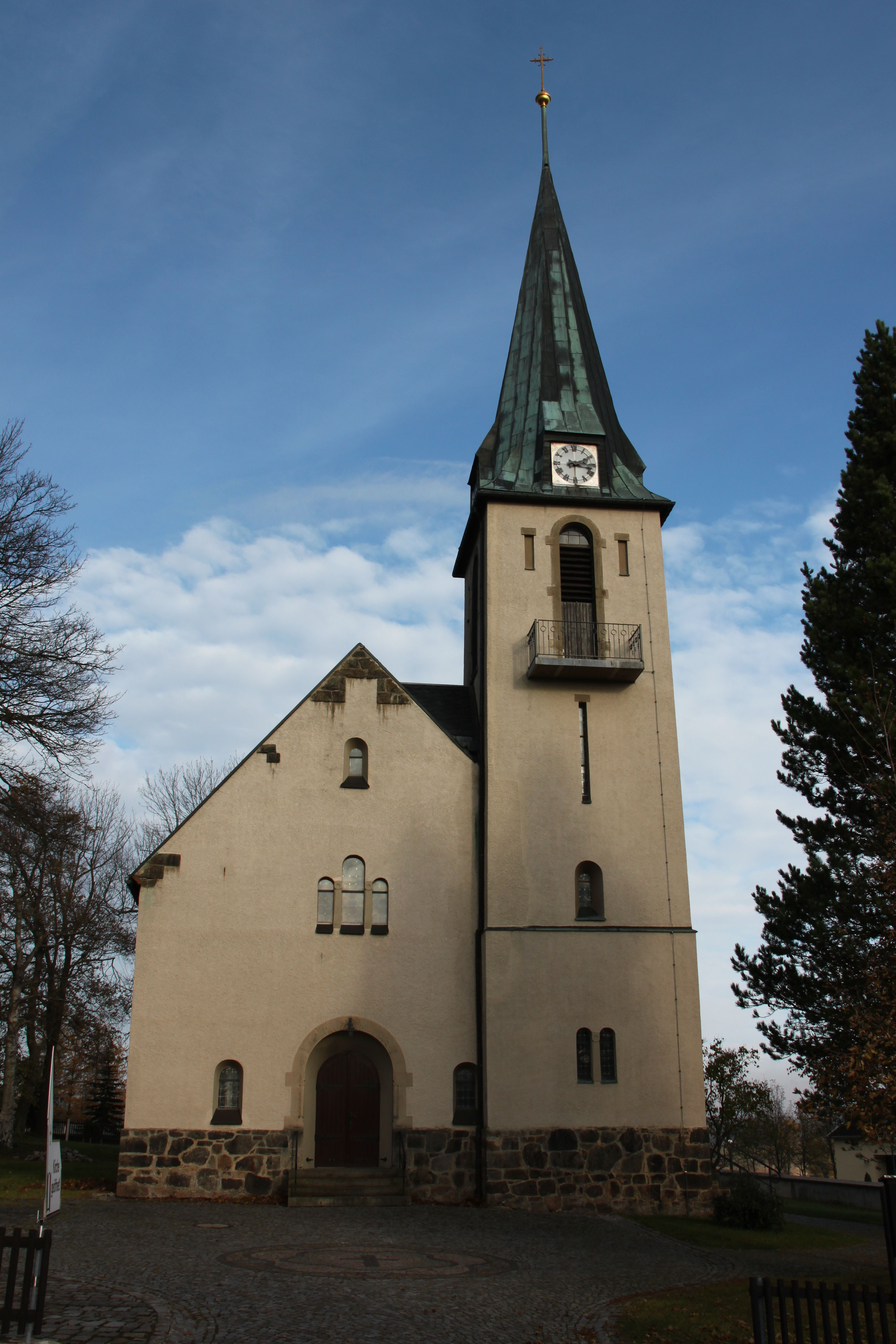
Evangelische Kirche Deutscheinsiedel

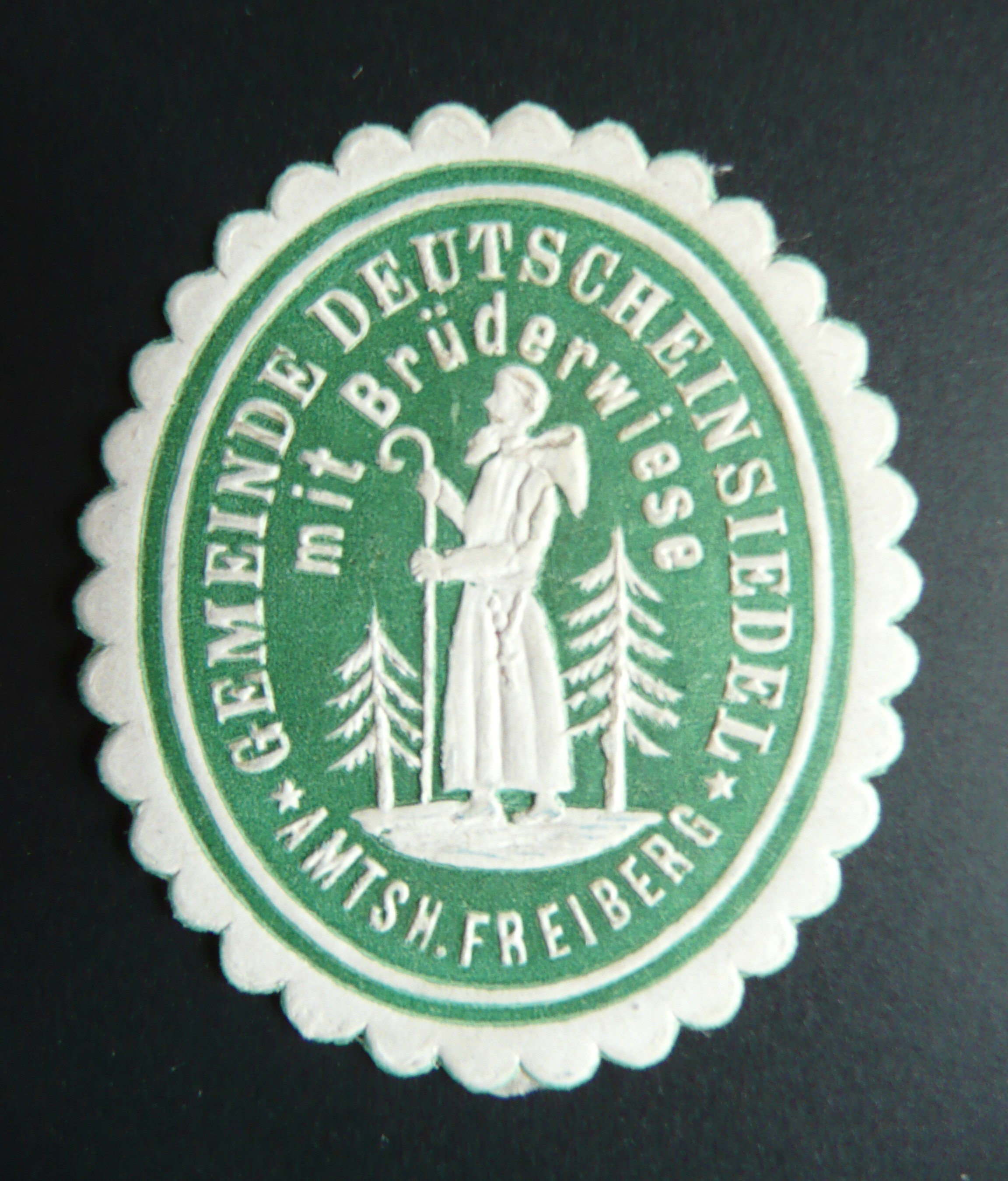
Eine Siegelmarke der ehemaligen Gemeinde von ca. 1900

Die erste urkundliche Erwähnung datiert von 1425 als ein czol uff dem Eynsidel. Die Benennung des Ortes rührt von dem älteren Ort Böhmisch-Einsiedel jenseits der Grenze her. 1602 lautet die Bezeichnung beym Einsiedel und 1668 zum deutschen Einsiedel, wobei das später vorangestellte „Deutsch-“ der Unterscheidung der Ort diente.
Um 1600 wird eine Brettmühle und Flößerei erwähnt. Im Dreißigjährigen Krieg wurden diese Mühle und ein benachbartes Bauerngut 1634 niedergebrannt, ab 1646 wurde das Gut wiederaufgebaut. Unter der Begünstigung des Grundherren August von Schönberg zogen Einwohner aus Seiffen, Neuhausen sowie aus Böhmisch-Einsiedel zu.
Durch Verkauf eines Teiles des Einsiedler Waldes an Kurfürst Johann Georg I. im Jahre 1653 kam es zu einer Flurteilung. 1731 wird ein Schulmeister erwähnt, erst 1899 entstand ein eigenes Schulgebäude.
August Schumann nennt 1814 im Staats-, Post- und Zeitungslexikon von Sachsen Deutscheinsiedel betreffend u. a.:
„Es gehört theils schriftsässig zu dem Rittergute Purschenstein, theils auch amtssässig zum Amte Lauterstein. […]
Zu dem Dorfe gehört 1 Mühle von einem Gange. Es befindet sich ferner darin, aus der von Böhmen nach Freiberg führenden Straße, eine königl. Zolleinnahme und ein Beigeleite vom Hauptgeleite Lauterstein.“
1839 wurden die alten Grundherrschaften aufgelöst. Aus den königlichen und herrschaftlichen Anteilen wurde die Gemeinde neu gebildet, hinzu kam der Ortsteil Brüderwiese, der bis dahin zu Heidelberg gehörte.
Mit der Einrichtung einer Poststelle 1850 erhielt der Ort die amtliche Bezeichnung Deutscheinsiedel. Bereits 1889 entstand eine Telegraphenverbindung nach Seiffen. Am 31. Juli 1899 wurde die Straßenverbindung nach Deutschneudorf eröffnet.
Das Werk „Neue Sächsische Kirchengalerie“ von 1901 nennt für Deutscheinsiedel die Fertigung von Tieren aus Holz und Teigmasse als Haupterwerbszweig.
Die Auferstehungskirche wurde am 25. September 1905 geweiht. 1926 wurde ein Landheim des CVJM eingeweiht. 1936 wurde Deutscheinsiedel Filialkirche von Deutschneudorf. 1949 wurde das Stechen von Torf eingestellt, 1979 die Schule endgültig geschlossen.
Zum 1. Januar 1999 erfolgte der Zusammenschluss der bis dahin eigenständigen Gemeinden Deutscheinsiedel mit Brüderwiese und Deutschneudorf zur neuen Gemeinde Deutschneudorf.

## Entwicklung der Einwohnerzahl
| Jahr | Einwohnerzahl     |
| ---- | ----------------- |
| 1542 | 1 besessener Mann |
| 1711 | 21 Häusler        |
| 1834 | 391               |
| 1871 | 604               |

| Jahr | Einwohnerzahl |
| ---- | ------------- |
| 1890 | 510           |
| 1910 | 686           |
| 1925 | 694           |
| 1939 | 693           |

| Jahr | Einwohnerzahl |
| ---- | ------------- |
| 1946 | 758           |
| 1950 | 776           |
| 1964 | 652           |
| 1990 | 494           |

| Jahr | Einwohnerzahl |
| ---- | ------------- |
| 1998 | 445           |
| 2011 | 376           |